# Дон Жуан в Таллине
«Дон Жуан в Таллине» (эст. Don Juan Tallinnas) — музыкальная комедия режиссёра Арво Круусемента, снятая по пьесе Самуила Алёшина «Тогда в Севилье» на киностудии Таллинфильм в 1971 году.
Республиканская премьера фильма состоялась 20 марта 1972 года в Таллине, общесоюзная — 7 мая 1973 года в Москве.

## Сюжет
В фильме используется вольная трактовка похождений Дон Жуана с переносом места действия в средневековый Таллин, щедро украшенный фантазией авторов приметами современного быта. На этот раз в образе легендарного испанца действует дочь Людовико ди Тенорио. Найдя приют в доме друга своего отца, герой вызывает повышенное внимание местных дам. В пришельца влюблены дочери хозяина дома, его жена и первая красавица донна Анна, которая готова за благосклонность своего нового знакомого пожертвовать любовью своего мужа. Тот, в свою очередь, смог разгадать тайну «соперника» и преподать с его, а вернее с её помощью, урок верности своей ветреной супруге.

## В ролях
- Гунта Виркава — Дон Жуан
- Лембит Ульфсак — Флорестино
- Юлия Соостер — донна Анна
- Яак Тамлехт — Командор
- Софи Соояяр — донна Лаура
- Антс Эскола — дон Оттавио
- Ирина Куберская — Розита
- Мерле Ару — Лючия
- Сийм Рулли — кавалер
- Тынис Рятсепп — кавалер
- Тыну Саар — кавалер
- Игорь Курве — кавалер
- Рейн Коткас — кавалер
- Ээро Сприйт — кавалер
- Сильвия Лайдла — Тереза
- Эве Киви — Изабелла

## Съёмочная группа
- Авторы сценария: Самуил Алёшин, Энн Ветемаа
- Режиссёр-постановщик: Арво Круусемент
- Операторы-постановщики: Михаил Дороватовский, Энн Путник
- Композитор: Олав Эхала
- Художник-постановщик: Мари-Лийс Кюла